# В-1 (автогрейдер)
В-1 (Вольберг — 1 модель) — первый советский автогрейдер. 
Машина была разработана и выпущена небольшой серией в 1947 году в городе Пайде, ЭССР, в Механической центральной ремонтной мастерской при Управлении шоссейных дорог Народного комиссариата внутренних дел ЭССР. Буква «В» в названии указывает на фамилию её разрабочика А. Вольберга. Произведён в количестве 122 экземпляра. В последующие годы предприятие выпустило несколько усовершенствованных модификаций автогрейдера под индексами от В-2 до В-8.

## Описание
Автогрейдер В-1 представлял собой четырёхколёсную машину массой 3,17 тонн, построенную на основе узлов грузового автомобиля ГАЗ-АА. От машины заимствовался мотор, а также передний и задний мосты. Гидравлическое оборудование и прочие узлы авторейдера изготавливались на пайдеском предприятии. В процессе проектирования была предварительно изготовлена деревянная рама, на которую примерялись агрегаты машины и по которой подгонялось их взаимное расположение. Автогрейдер предназначался для ремонта грунтовых и гравийных дорог.

## История
Строительство Механической центральной ремонтной мастерской в Пайде началось сразу после освобождения города от немецкой оккупации в 1944 году, строительство было завершено в 1946 году. В том же году 1946 году по инициативе одного из ведущих эстонских инженеров-машиностроителей Арнольда Вольберга (эст. Arnold Volberg; 2.07.1900 — 7.08.1967) началось проектирование первого советского автогрейдера. До тех пор все использовавшиеся в СССР грейдеры были прицепными. В качестве базовой машины использовался грузовой автомобиль ГАЗ-АА.
Автогрейдер получил индекс В-1, где буква «В» указывала на имя А. Вольберга. Первый экземпляр был готов в 1947 году. В Москве при Главном управлении шоссейных дорог (ГУШОСДОР) была образована комиссия, при участии которой автогрейдер прошёл испытания. Машина получила удовлетворительную оценку, и вскоре было дано разрешение на её серийное производство. Первая партия была выпущена в 1948 году. Всего было изготовлено 122 экземпляра автогрейдера. Первого мая 1948 года он был представлен на демонстрации в Таллине. Постановлением Совета министров ЭССР № 680 от 18 июля 1948 года разработчикам автогрейдера В-1 была присуждена республиканская премия.
Конструкция автогрейдера была достаточно примитивной, поэтому Вольберг в дальнейшем приложил усилия к её усовершенствованию. В последующие годы были созданы модифицированные версии под индексами В-3, В-4, В-5 и В-6, а также более тяжёлый В-8. В 1950-х годах начался выпуск трёхосного автогрейдера Э-6-3 (альтернативный индекс В-6-3), за которым последовал дизельный В-10, ставший последним автогрейдером серии «В».